# Annelise Hansen
Annelise Hansen (* um 1930) ist eine dänische Badmintonspielerin. 

## Karriere
Annelise Hansen siegte 1954 bei den Dutch Open sowohl im Damendoppel als auch im Mixed. In beiden Disziplinen war sie auch bei den German Open des Folgejahres erfolgreich.

## Sportliche Erfolge
| Saison | Veranstaltung | Disziplin   | Platz | Name                             |
| ------ | ------------- | ----------- | ----- | -------------------------------- |
| 1954   | Dutch Open    | Mixed       | 1     | Jørn Skaarup / Annelise Hansen   |
| 1954   | Dutch Open    | Damendoppel | 1     | Hanne Jensen / Annelise Hansen   |
| 1955   | German Open   | Damendoppel | 1     | Annelise Hansen / Grete Flensted |
| 1955   | German Open   | Mixed       | 1     | Eddy Choong / Annelise Hansen    |